# National Labor Relations Act
National Labor Relations Act, NLRA, eller Wagner Act (efter Robert F. Wagner) är en av USA:s federala lagar som reglerar förhållandet mellan arbetsgivare och arbetstagare i USA:s privata sektor. Den gäller inte de som i stället omfattas av Railway Labor Act, lantarbetare, hushållsarbetare eller delstatligt och statligt anställda.

### Fotnoter
1. ↑  Phelps], [project editors, Jeffrey Lehman, Shirelle (2005). West's encyclopedia of American law (2nd ed.). Detroit: Thomson/Gale. ISBN 0-7876-6367-0